# Louise Lombard
Louise Lombard, echte naam Louise Maria Perkins (bij Redbridge, 13 september 1970) is een Engelse actrice.
Zij is geboren nabij Redbridge in Essex, Engeland. Haar ouders (van Ierse afkomst) verlieten Dublin, Ierland, in het midden van de jaren 50 van de twintigste eeuw.
Zij kreeg haar opleiding aan de lokale katholieke school. Zij is het meest bekend van haar rol als Evangeline Eliott in de televisieserie The House of Eliott, waarin zij de jongere zuster speelt van Beatrice Eliott. In 1998 en 1999 studeerde zij Engelse literatuur aan het St Edmund's College  van de Universiteit van Cambridge maar ging daarna spoedig naar Hollywood, Verenigde Staten om daar in de mini-serie Metropolis te spelen. Daar leerde zij haar man Jon Stephen kennen. Inmiddels speelde zij al in een flink aantal afleveringen van de in Las Vegas afspelende serie CSI: Crime Scene Investigation als Sofia Curtis.
In 1999 speelde zij in de film, "Esther", met F. Murray Abraham, terwijl zij in 2004 optrad in de film Hidalgo.

## Filmografie (selectie)
- 2023: Oppenheimer (als Ruth Tolman)
- 2009: NCIS (als Lara Macey) 2 episodes
- 2007: CSI: Crime Scene Investigation (als Sofia Curtis) 52 episodes
- 2007: Judy's Got a Gun (als Judy Lemen)
- 2005: The Call
- 2004: Countdown (als Catharibe Stone)
- 2004: Hidalgo (als Lady Anne Davenport)
- 2003: Second Nature (als Dr Harriet Fellows)
- 2003: War Stories (als Gayle Phelan)
- 2002: Claim
- 2001: Diggity a Home at Last
- 2001: My Kingdom
- 2000: Metropolis (als Charlotte) miniserie
- 1999: Esther (als Ester)
- 1999: After the Rain
- 1998: Talos
- 1998: Tale of the Mummy (als Samantha Turkel)
- 1997: Bodyguards
- 1996: Gold in the Streets (als Mary)
- 1993: Shakers
- 1992: Angels (als Lucy)
- 1991-1994: The House of Eliott (als Evangeline Eliott) 34 episodes
- 1991: Chancer (als Anna) 7 episodes
- 1991: Bergerac - 1 episode
- 1989: The Forgotten (als Kristina)
- 1988: Twice Upon a Time